# Le Désert de feu
Pour plus de détails, voir Fiche technique et Distribution.
Le Désert de feu (Deserto di fuoco) est une mini-série télévisée franco-italienne réalisée par Enzo G. Castellari et diffusée en 1997.

## Synopsis
Marcel Duvivier, un ingénieur, trouve la mort lors d'un accident d'hélicoptère. Son fils, René, âgé de quelques mois, a survécu à l'accident. Il est recueilli par l'émir Tafud qui l'a rebaptisé Ben et qui l'élève comme son fils. Vingt-cinq ans plus tard, l'épouse de Tafud, Leïla, lui révèle ses origines. Ben décide alors de retrouver sa famille contre l'avis d'Amina, la fille de Tafud, qui est passionnément amoureuse de lui...

## Fiche technique
- Titre français : Le Désert de feu
- Titre original italien : Il deserto di fuoco
- Genre : film d'aventure, film dramatique
- Réalisateur : Enzo G. Castellari
- Scénario : George Eastman, Patrizia Pistagnesi et Faliero Rosati
- Musique : Stefano Mainetti
- Montage : Alfredo Muschietti
- Photographie : Giancarlo Ferrando
- Durée : 270 minutes en trois épisodes
- Première diffusion : du 19 octobre au 2 novembre 1997
- Chaîne de télévision : Canale 5
- Production : Mediaset, Titanus, Canal+, Taurus Film
- Pays de production :  Italie,  France

## Distribution
- Anthony Delon : Ben Tafud/René Duvivier
- Franco Nero : Marcel Duvivier
- Mandala Tayde : Amina
- Virna Lisi : Christine Duvivier
- Fabio Testi : Diderot
- Giuliano Gemma : Emir Tafud
- Stéphane Freiss : Jacquot
- Arielle Dombasle : Magda
- Mathieu Carrière : François Legrand
- Marie Laforêt : Rama
- Jean Sorel : Miller
- Claudia Cardinale : Leila
- Vittorio Gassman : Tarek
- Christopher Buchholz : Dubai
- Orso Maria Guerrini : Alkan
- Luca Lionello : Selim
- Hans Peter Hallwachs : Jafar
- Stefan Gubser : Moulay
- Ralph Herforth : Grosko